# 何品藜
何品藜（1873年8月14日—1954年11月），字棣伍，河南省光州直隸州固始縣人，

## 生平
光緒二十年（1894年）甲午科舉人。光緒二十九年（1903年）三甲第105名進士。同年閏五月，著交吏部掣签分发各省，以知县即用。在四川充當司臬。因不如意回鄉，筹辦小學。
1913年在北京某宦家為西席。1916年任皖省三師文史教員，1919年，在葉集鎮公立明強學校當教員，之後又在嵩陽中學教文史課。1932年，為《河南通志》編纂兼國學專修館教員。1934年後，回家賦閒讀書，編輯《西洋史》。1939至1948年先後在固始中學、 固始簡易師範教課。
中华人民共和国成立后，于1950年被選為固始縣首屆人代會常委，1953年，聘為河南省文史研究館館員。